# Cionus scrophulariae
Espèce
Cionus scrophulariae est une espèce d'insectes coléoptères de la famille des Curculionidae, de la sous-famille des Curculioninae, de la tribu des Cionini. Comme son nom l'indique, elle se nourrit de scrofulaires. C'est une espèce largement répandue dans toute l'Europe et jusqu'en Asie centrale.

## Espèce proche
- Cionus tuberculosus